# 진저 지
진저 지(Ginger Zee, 1981년 1월 13일 ~ )는 미국의 방송인, 기상학자이다.